# أوليفر زاوغ
أوليفر زاوغ مواليد 9 مايو 1981 في سويسرا، هو دراج سويسري في صنف سباق الدراجات على الطريق.

## سجل النتائج

### المراكز
- حقق المركز الـ 15 في طواف إسبانيا 2007
- حقق المركز الـ 11 في طواف إسبانيا 2008
- حقق المركز الـ 15 في طواف سويسرا 2009

## وصلات خارجية
- الموقع الرسمي

## روابط خارجية
- أوليفر زاوغ على موقع الاتحاد الدولي للدراجات (الإنجليزية)
- أوليفر زاوغ على موقع أرشيف الدراجات (الإنجليزية)
- أوليفر زاوغ على موقع إحصائيات الدراجات الإحترافية (الإنجليزية)
- أوليفر زاوغ على موقع نسبة الدراجات (الإنجليزية)
- أوليفر زاوغ على موقع CycleBase (الإنجليزية)